# 朝日生命大手町大廈
朝日生命大手町大廈（日语：／ Asahi Seimei Ōtemachi Biru */?），是位於東京都千代田區大手町的摩天大樓，目前所有者為三菱地所。

## 概要
大樓坐落在江戶通和永代通交叉路口的東北側，該地點過去曾是东京都下水道局辦公處，後成為常盤橋地區再開發計畫的一環，由朝日生命保險與東海銀行（現為三菱東京日聯銀行）共同出資建設，並成為東京都第二個特定街區計畫，最終於1971年8月開業。當時大樓名為「朝日東海大廈」，該名稱沿用至2002年東海銀行與三和銀行合併而搬遷為止。2004年12月，朝日生命保險本社從西新宿搬入本大樓。
大樓可直達東西線大手町站，地下商店街則連接日本大廈，並和東側的JX大廈、大和吳服橋大廈共用可收容820台車輛的地下停車場日本停車中心，停車場可直接通往首都高速八重洲線常盤橋出入口（2016年4月起暫停使用）。大樓上方裝設以鹵素燈泡顯示的天氣預報板，天氣符號則以電光表示。當初曾以雷射光線顯示，不過顧慮到可能對夜間飛行造成影響而取消。

### 再開發
2009年3月，朝日生命保險以800億日圓的價錢將大廈售予三菱地所旗下的特定目的會社。三菱地所意圖藉由買下的朝日生命大手町大廈，加上該地區自身持有的日本大廈、JX大廈及JFE商事大廈，和大手町一丁目的日本政策投資銀行、公庫大廈及新公庫大廈交換，並在上述三棟建築物原址重建31層高的辦公大樓和18層高的飯店。之後，常盤橋地區的大樓群陸續開始進行重新整備。

## 入駐企業
- 朝日生命保險（日语：朝日生命保険）[6]
- 信越化學工業[7]
- 牛尾電機（日语：ウシオ電機）[8]（2016年3月搬遷至丸之內北口大廈（日语：丸の内オアゾ））
- 新日鐵住金不鏽鋼（日语：新日鉄住金ステンレス）[9]（2017年4月搬遷至鐵鋼大廈（日语：鉄鋼ビルディング））
- 全國銀行協會（日语：全国銀行協会）（臨時本部）

## 外部連結
- 朝日生命大手町ビル （页面存档备份，存于） - 三菱地所物件情報